# Oromerycidae
Família de artiodáctilos extintos do Eoceno da América do Norte.
- Eotylopus
- Malaquiferus
- Merycobunodon
- Montanatylopus
- Oromeryx
- Protylopus